# Tatra 128
Tatra 128 byl třítunový vojenský nákladní automobil se znakem náprav 4×4, vyráběný podnikem Tatra, n. p. v Kopřivnici. Vůz navržený jako vlastní projekt kopřivnické automobilky pro Československou armádu využíval řadu komponent z většího typu Tatra 111. Kvůli své vysoké hmotnosti a technické koncepci se však standardním středním nákladním vozem Čs. armády nestal a jeho produkce trvala jen krátce, mezi lety 1951–1952. Během této doby vzniklo 4062 vozů, které následně sloužily Československé armádě a po vyřazení dožívaly v civilním provozu.

## Historie
Roku 1947 vydal generální štáb Československé armády požadavky na nové typy vozidel, které měly nahradit nevyhovující a typově roztříštěný vozový park armády. Základem se měl stát střední terénní nákladní automobil o nosnosti 3 tuny v terénu a 5 tun na silnici. Podmínkou bylo použití žebřinového rámu s tuhými nápravami a vzduchem chlazeného motoru. Návrhy založené na využití komponent západních vozů (Ford CMP) se po únoru 1948 ukázaly jako politicky a ekonomicky neprůchodné. Návrh nového vozu označeného V3T dostal za úkol Autovývoj Mladá Boleslav, přitom se mělo vycházet z vyvíjeného civilního typu Praga N5T. Na výrobě se měly podílet všechny hlavní automobilky, začleněné do trustu ČZAL (Československé závody automobilové a letecké, n. p.). Tlak armády a ministerstev na co nejrychlejší uvedení dvounápravového vozu V3T a odvozeného třínápravového V4,5T do výroby vedl k uspěchanému vývoji a řadě problémů s prototypy.

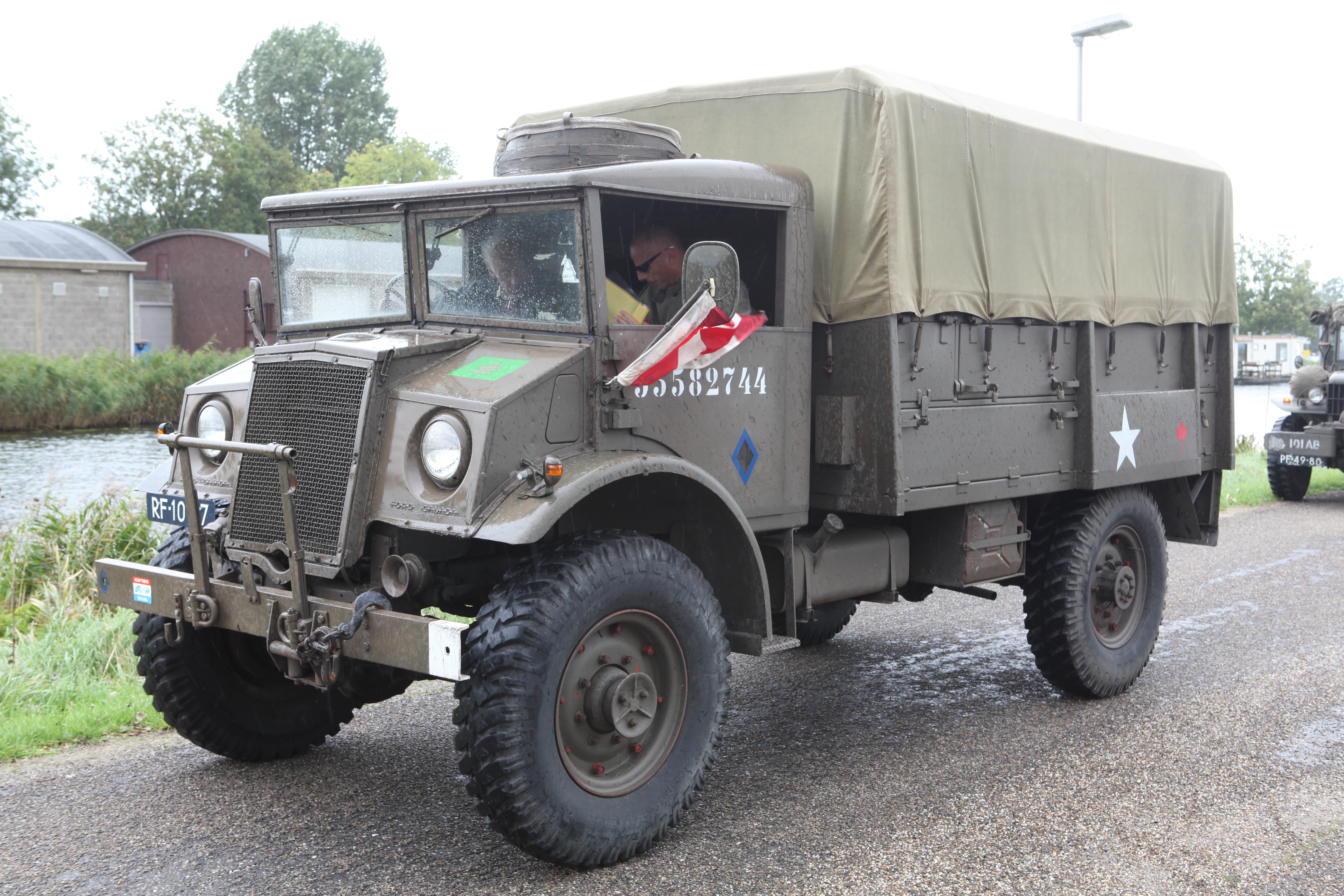
Ford CMP (Ford Canada). Československá armáda koncem roku 1950 disponovala více než 1000 vozy tohoto typu.

Vůz se měl podle rámcového plánu začít vyrábět koncem léta 1950, tento termín však nebylo možné splnit. Finální montáž měla zajišťovat Auto-Praga, n. p., ministerské orgány však rozhodly o přesunu výroby do Tatry Kopřivnice. Vedení Tatry se postavilo tomuto rozhodnutí na odpor, především z důvodu technologické nekompatibility se stávající výrobou a také z přesvědčení o nevhodnosti koncepce typu a nevyzrálosti samotného prototypu V3T. Tatra se rozhodla navrhnout vůz vlastní, který by typ V3T předčil a tak mohl být vyráběn místo něj. Kvůli časové tísni byl nový vůz s označením Tatra 128 navržen s využitím mnoha celků vyráběné desetituny Tatra 111. Byl převzat zkrácený podvozek s upravenými nápravami. Z prototypu autobusu Tatra 500 HB se použil motor T 108, vidlicový osmiválec vzniklý zkrácením dvanáctiválce T111. Nová byla celokovová kabina s negativním sklonem předního okna. Základní návrh vozu vznikl koncem října 1950, údajně přes noc, stavba prototypu trvala pouze 72 dní.
Výsledná dvounápravová třítuna se vyznačovala výkonným motorem, krátkými převisy vpředu i vzadu a značnou světlou výškou. To vozu zaručovalo vynikající terénní vlastnosti. Podstatnou nevýhodou však byla vysoká hmotnost, daná využitím dílů dimenzovaných na mnohem těžší Tatru 111. Také spotřeba paliva byla jen o málo nižší, než u Tatry 111 s téměř trojnásobnou užitečnou hmotností.

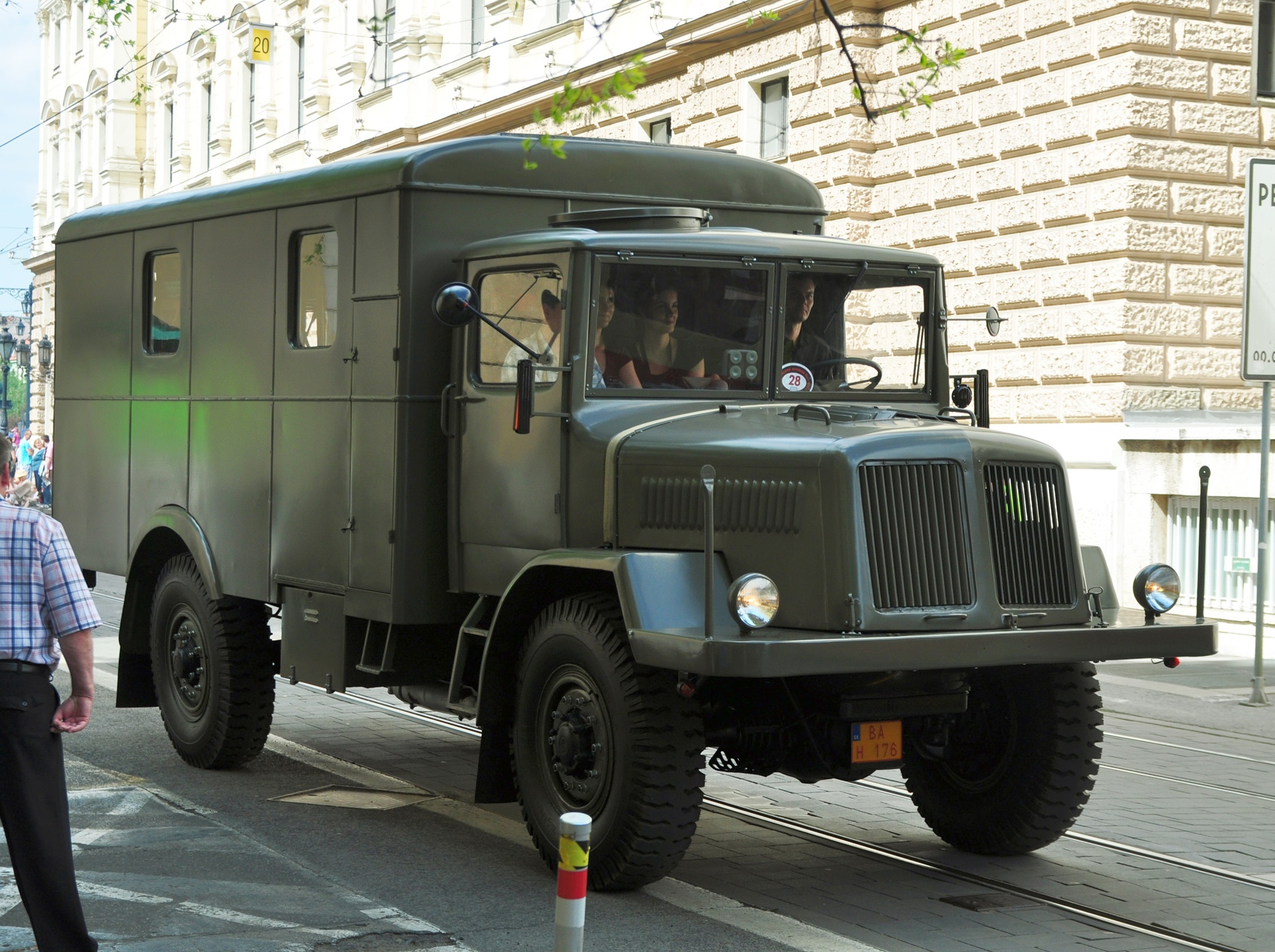
Tatra 128 se skříňovou nástavbou

Koncem února 1951 podstoupila Tatra 128 srovnávací zkoušky s prototypem V3T, z nichž vyšla vítězně. Její koncepce a hmotnost však nesplňovaly armádní zadání, ukázaly se také slabiny vozu. Kvůli vysokému měrnému tlaku, danému vahou vozidla a jednoduchou montáží kol, vůz v málo únosném terénu zapadal. Protože však produkce Tatry 128 mohla začít rychle, byla schválena k výrobě a objednána MNO jako prozatímní řešení, než bude k dispozici definitivní typ (budoucí Praga V3S). Koncem července armáda uvažovala o zrušení (dosud nerozběhlé) produkce a odebrání pouze 1500 vozů, pro které již byly vyrobeny součásti, po dalších zkouškách nakonec opět výrobu povolila.
V srpnu 1951 následovalo zahájení sériové výroby. Nespolehlivost zhotovených vozů daná uspěchaným vývojem opět vedla armádu k úvahám o zastavení produkce. To však nebylo schůdné z politických i ekonomických důvodů. Problém zapadání vozu se výrobce snažil řešit verzí Tatra 128 N, vybavené navijákem, který měl posloužit k vyprošťování. Začal také pracovat na prototypech s jednou zadní nápravou navíc (Tatra 130) nebo s dvojmontáží na zadní nápravě (Tatra 131). Tyto snahy se však nesetkaly s úspěchem. Dne 31. prosince 1952 byl dokončen poslední vůz Tatra 128. Dva roky trvající výroba v letech 1951–1952 dala vzniknout 4062 vozům, převážně v provedení valník, ale také cisterna (Tatra 128 C) a skříňový. Kvůli problematickým vlastnostem v neúnosném terénu zařazovala armáda vozy převážně k jednotkám, kde nebyla vyžadována vysoká průchodivost, například letectva nebo protivzdušné obrany státu (PVOS).
V armádní službě je nahradil nový typ Praga V3S. Po svém vyřazení dožívaly vozy Tatra 128 v civilním provozu. Vzhledem ke svým terénním schopnostem a robustnosti se často přestavovaly na sklápěčky pro stavebnictví.

## Technické údaje

### Motor a převodovka

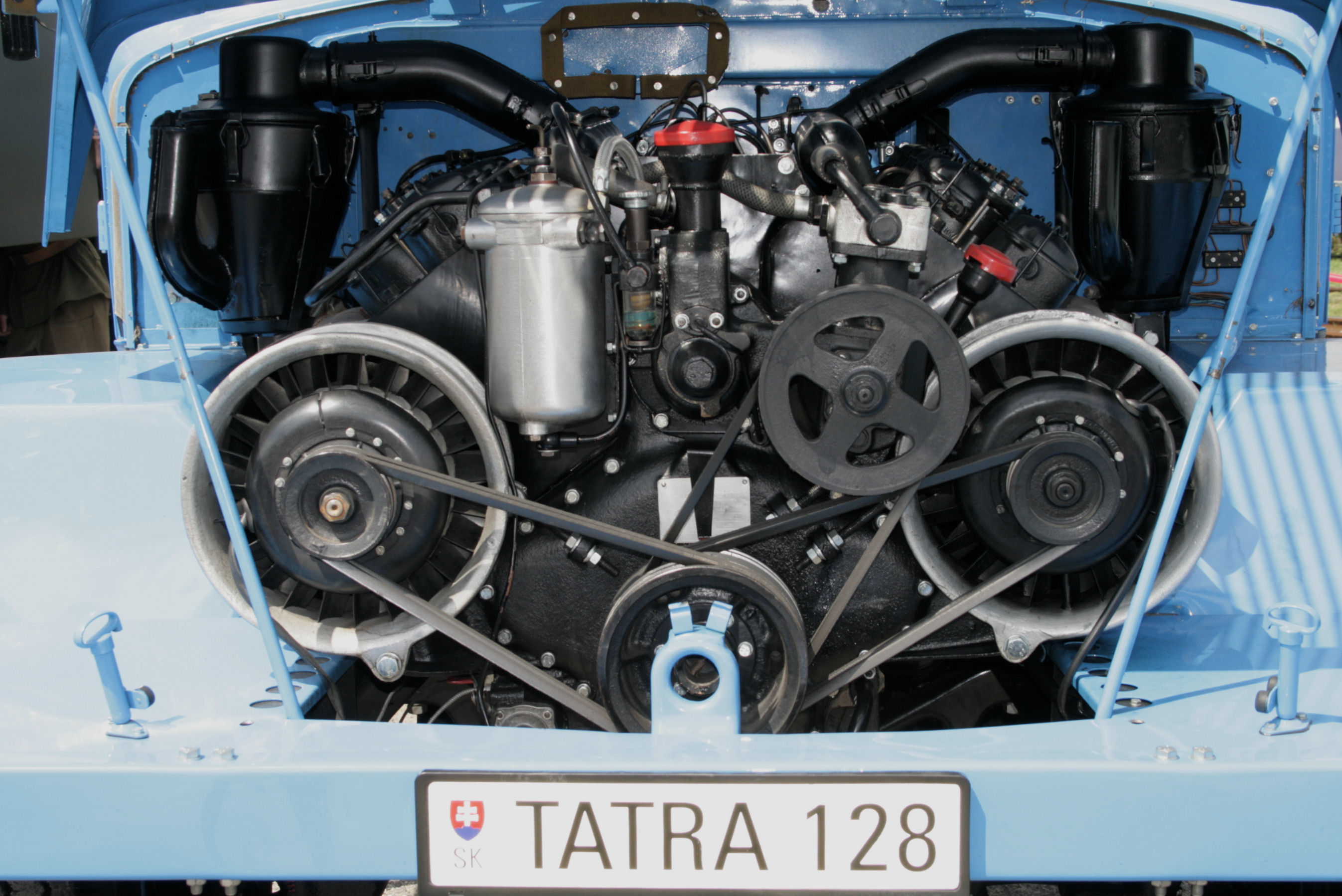
Motor Tatry 128, v popředí dva axiální ventilátory chlazení

Tatru 128 pohání vidlicový, vzduchem chlazený vznětový osmiválec T 108 s rozvodem OHV a přímým vstřikováním. Motor má zdvihový objem 9883 cm³ (vrtání válců 110 mm, zdvih 130 mm). Dosahuje nejvyšší výkon 96 kW (130 k) při 2000 ot./min. Úhel rozevření řad válců je 75°. Kompresní poměr činí 16,5:1.
Samostatné válce motoru jsou z šedé litiny, s hlavami z hliníkové slitiny. Klikový hřídel je sešroubován z pěti kusů a uložen v pěti válečkových ložiskách v klikové skříni z šedé slitiny. Mazání je tlakové oběžné, se suchou klikovou skříní. Chlazení obstarávají dva axiální ventilátory hnané klikovou hřídelí pomocí dvou klínových řemenů. Palivová nádrž na 100 l nafty se nachází na pravé straně rámu. Palivo proudí pomocí dopravního čerpadla přes filtr do čerpadla vstřikovacího. Umístění motoru je vpředu, podélně před přední nápravou.
Elektrická soustava pracuje s napětím 12 V, pouze startér motoru je na 24 V. Vůz je vybaven dvěma 12 V dynamy o výkonu po 200 W a dvěma 12 V akumulátory po 105 Ah.
Za motorem je umístěna suchá jednolamelová spojka. Za ní pak navazuje pětistupňová nesynchronizovaná převodovka a dvoustupňová redukční převodovka.

### Podvozek
Základ podvozku tvoří ocelová páteřová roura, vpředu opatřená přírubou pro blok motoru a převodovky. Obě hnané nápravy mají výkyvné poloosy. Ty jsou odpružené šikmými půleliptickými listovými péry. Zadní náprava je vybavena mechanickou uzávěrkou diferenciálu. Rozchod předních i zadních kol činí 1800 mm, rozvor náprav je 3950 mm. Světlá výška pod nápravami je 335 mm.
Vůz je opatřen vzduchotlakými bubnovými brzdami na všech kolech. Ruční brzda je převodová, působí na buben za převodovkou. Kola jsou dvacetipalcová, s lisovanými ocelovými disky rozměru 10×20" a pneumatikami rozměru 12×20".

### Kabina a nástavby

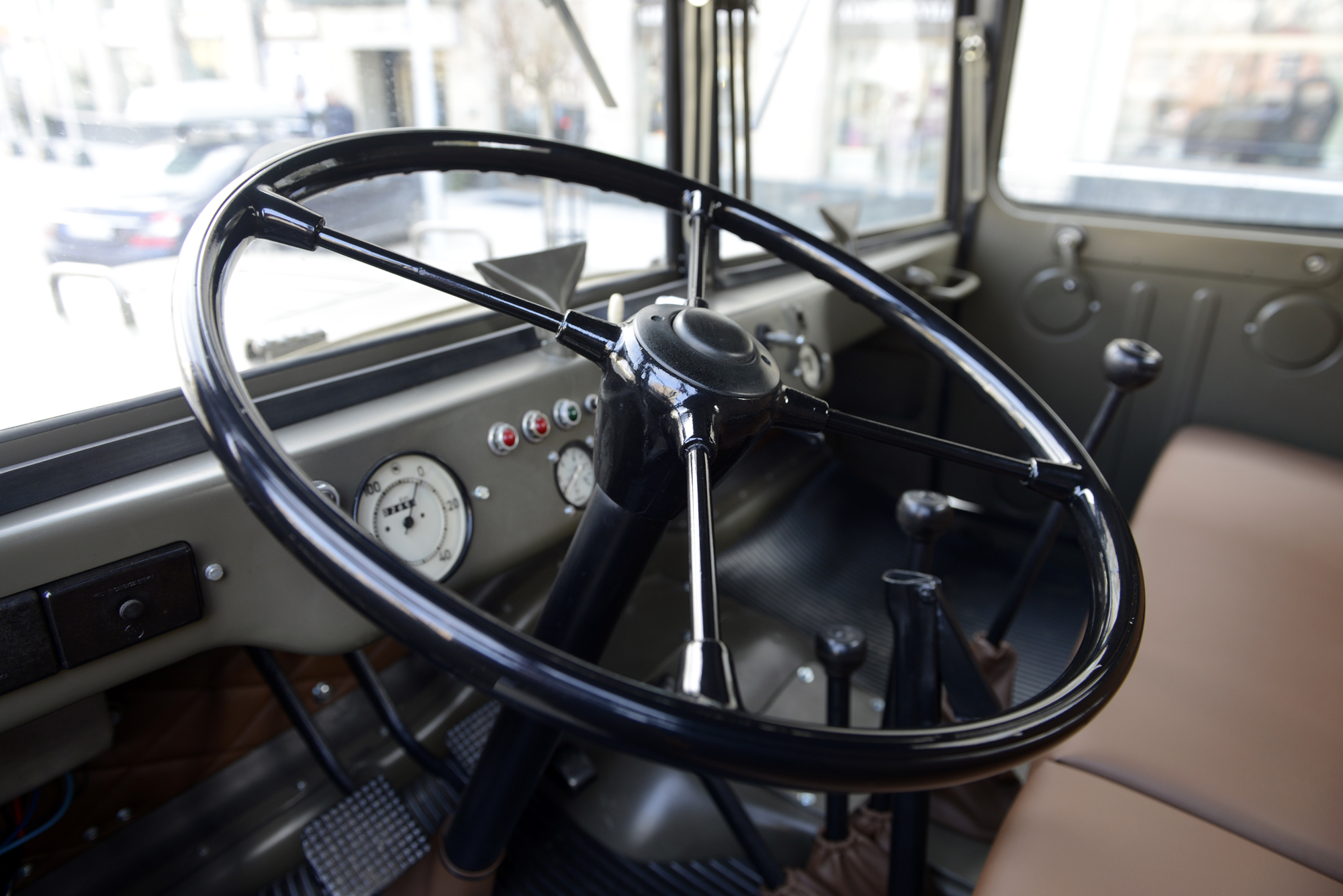
Interiér kabiny

Kabina vozu je celokovová, svařená z ocelových plechů. Čelní okno je dvoudílné, s negativním sklonem. Střecha je opatřena kruhovým průlezem nad místem spolujezdce. Dveře kabiny jsou uchycené vpředu.
Většina vyrobených vozů měla dřevěnou valníkovou nástavbu se sklápěcími postranicemi a držáky na plachtu. Kromě toho vzniklo menší množství cisteren (Tatra 128 C) a skříňových vozů v provedení štábní vůz nebo pojízdná dílna. Část valníků byla vybavena navijákem o tažné síle 6000 kg (přes kladku) s lanem 60 m (Tatra 128 N).

### Rozměry a výkony
Údaje platí pro valník.
Délka: 6 540 mm

Šířka: 2 270 mm

Výška: 2 585 mm (s plachtou 2 915 mm)

Pohotovostní hmotnost: 6 020 kg (s navijákem 6 360 kg)

Užitečná hmotnost: 3 000 kg

Maximální rychlost: 80 km/h

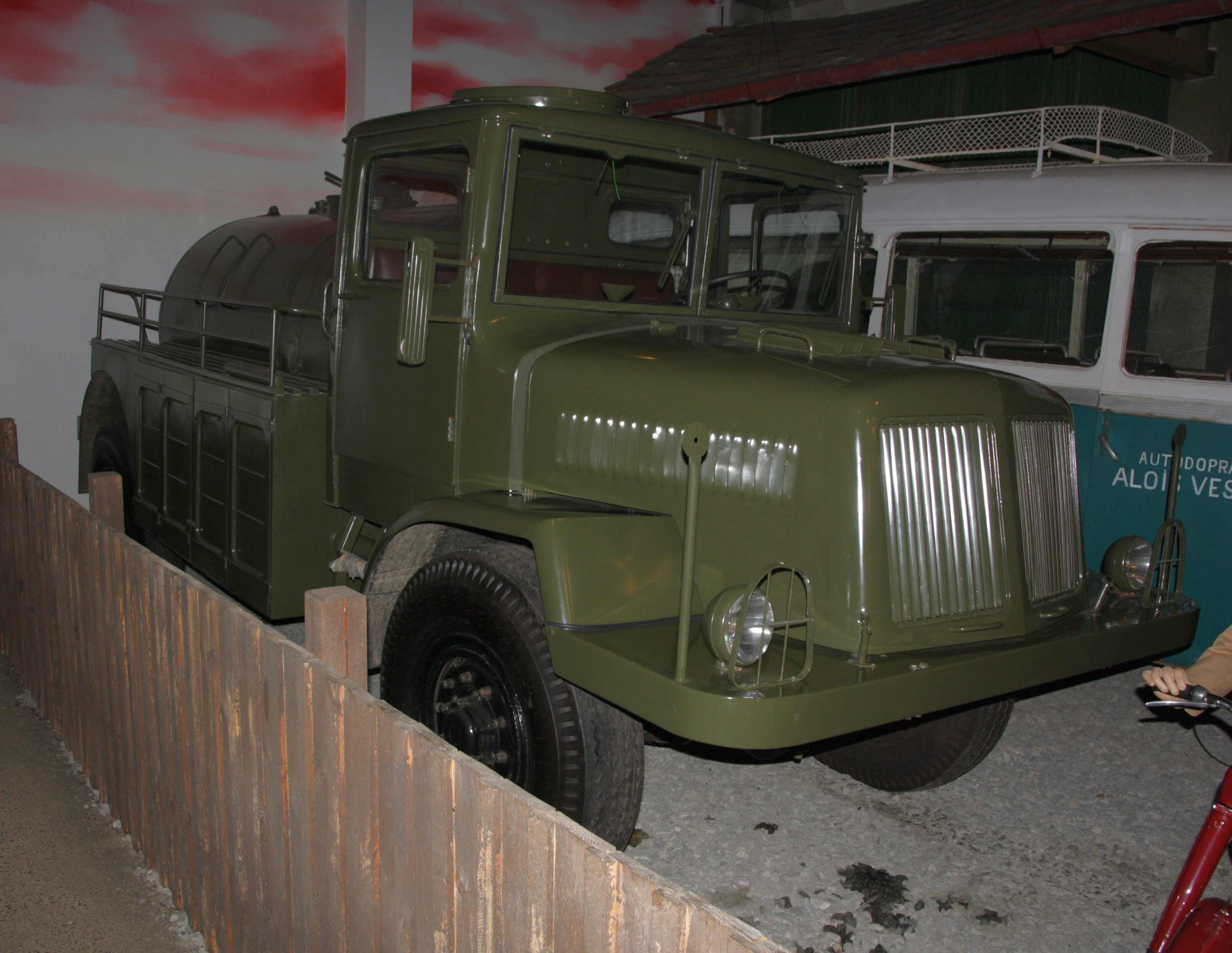
Cisternová Tatra 128 C ve Vojenském technickém muzeu Lešany

Základní spotřeba paliva: 21,5 l/100 km (silnice)

Stoupavost zatíženého vozu: 58 %

Brodivost: 1000 mm